# Carles Viñas i Gràcia
Carles Viñas i Gràcia (Barcelona, 1972) és un historiador, escriptor, professor universitari i excantant català, doctor en Història Contemporània per la Universitat de Barcelona. Especialista en subcultures urbanes, ha publicat àmpliament sobre el tema dels caps rapats i ultres del futbol. És membre del Grup de Recerca en Estats, Nacions i Sobiranies de la Universitat Pompeu Fabra i de l'Estanding Group on Extremism and Democracy (European Consortium for Political Research).
Fou el cantant del grup pioner en música oi! als Països Catalans, Opció K-95. Amb aquesta banda edità quatre àlbums i participà en nombroses col·laboracions.

## Obres musicals
Com a cantant d'Opció K-95 va publicar els següents àlbums:
- Cap Oportunitat (1997)
- Mai Morirem (2000, publicat també als Estats Units i el Canadà)
- Terra Cremada (2004)
- Reneix (2010)

## Llibres
- Música i skinheads a Catalunya: el so de la política.  Diputació de Barcelona, Àrea de Cultura, 2001. ISBN 978-84-7794-760-8.
- Skinheads a Catalunya.  Columna, 2004. ISBN 978-84-664-0429-7.
- El mundo ultra. Los radicales del fútbol español (en castellà).  Temas de Hoy, 2005. ISBN 978-84-8460-436-5.
- Tolerància zero. La violència en el futbol.  Angle, 2006. ISBN 978-84-96521-12-4.
- Rock per la independència. La reivindicació nacionalista al rock català.  Columna, 2006. ISBN 978-84-664-0725-0.
- Con botas y tirantes: Una historia de Decibelios (en castellà).  Street Music Publishing, 2006. ISBN 978-84-611-4142-5.
- Barcelona blaugrana.  Barcelona: Angle, 2012. ISBN 978-84-15307-02-0.
- Sankt Pauli, un altre futbol és possible.  Manresa: Tigre de Paper, 2017. ISBN 978-84-16855-03-2.[8]
- Futbol al país dels soviets.  Manresa: Tigre de Paper, 2019. ISBN 978-84-16855-36-0.[9]
- Història de l'Esquerra Independentista.  Manresa: Tigre de Paper, 2021. ISBN 978-84-16855-83-4. (com a coordinador)[10][11]
- Skinheads (en castellà). Manresa: Bellaterra Edicions, 2022. ISBN 978-84-18684-26-5.
- Ultras. Los radicales del fútbol español (en castellà).  Manresa: Bellaterra Edicions, 2023. ISBN 978-84-19160-32-4.